# Wanda Półtawska
Wanda Półtawska, née Wanda Wiktoria Wojtasik le 2 novembre 1921 à Lublin et morte le 24 octobre 2023 à Cracovie,, est une psychiatre polonaise.
Résistante et survivante des camps de concentration, elle fait partie des « Lapins de Ravensbrück », victimes d'expériences médicales nazies. Elle est également connue pour avoir été l'amie de Jean-Paul II et pour avoir été « miraculée ».

## Biographie
Wanda Viktoria Wojtasik naît le 2 novembre 1921 à Lublin. Elle fréquente l'école des Sœurs Ursulines dans son pays natal jusqu'à l'invasion de la Wehrmacht allemande en septembre 1939.
Après l'occupation de la Pologne, elle abandonne l'école. Jeune fille, elle devient membre d'une troupe de scouts qui organisent des activités de résistance contre les Allemands. Ces activités scoutes sont classées en organisations de résistance après le début de la guerre. « Dès novembre 1939, j'ai juré au chef de l'organisation scoute que je défendrais la patrie et que j'étais prête à mourir pour elle ». Elle devient coursière pour un colonel du mouvement de résistance, livrant des messages, de l'argent, des armes et d'autres matériels illégaux. En février 1941, elle est arrêtée par la Gestapo et emprisonnée au château de Lublin pendant six mois,,.
En septembre 1941, Wanda Wojtasik est déportée au camp de concentration de Ravensbrück dans un transport spécial. Obligée d'effectuer des travaux forcés, elle subit dans le même temps des expériences médicales avec 74 autres femmes polonaises, surnommées les Lapins de Ravensbrück,. En mars 1943, elle s'oppose avec quelques femmes à de nouvelles opérations, obtenant momentanément un arrêt des expériences. Après un certain temps cependant, les femmes reçoivent l'ordre de se présenter au bloc opératoire. Après avoir refusé d'aller à l'hôpital, elles sont détenues dans le bunker et y subissent une intervention chirurgicale forcée.  Herta Oberheuser, Rolf Rosenthal, Karl Gebhardt et Fritz Ernst Fischer sont des médecins qui ont travaillé au camp de Ravensbrück. Tous ont été condamnés après la fin de la guerre,.
Au début de 1945, les femmes apprennent qu'elles vont toutes être fusillées, mais un certain nombre, dont Wanda Półtawska, réussissent à se cacher grâce à la complicité des autres détenues. Avec sa meilleure amie Krysia, Wanda Półtawska réussit à rejoindre clandestinement le camp satellite de Neustadt-Glewe dans le Mecklembourg en utilisant de faux numéros de prisonnières. Dans le camp satellite de Neustadt-Glewe camp de concentration de Neustadt-Glewe (de), elles sont également soumises à de très mauvais traitements. Le 1er mai 1945, le camp de concentration est libéré et Wanda Półtawska retourne en Pologne avec de nombreuses autres femmes.
Wanda Półtawska se marie, en 1947, avec le philosophe de Cracovie Andrzej Półtawski (pl) ; ils ont quatre filles. À partir de 1951, elle étudie la médecine et la psychologie à l'université Jagellonne de Cracovie, se spécialise en psychiatrie et obtient en 1964 un doctorat en psychiatrie. Elle décrit ses expériences dans les camps dans son livre Et j'ai peur de mes rêves, qui a été publié en 1961. En 2006, Wanda Półtawska reçoit le prix Eugen Bolz. Le 1er juin 2008, l'Université catholique de Lublin lui décerne un doctorat honoris causa. Elle est active dans les organisations catholiques en Pologne et en tant que médecin pastorale.

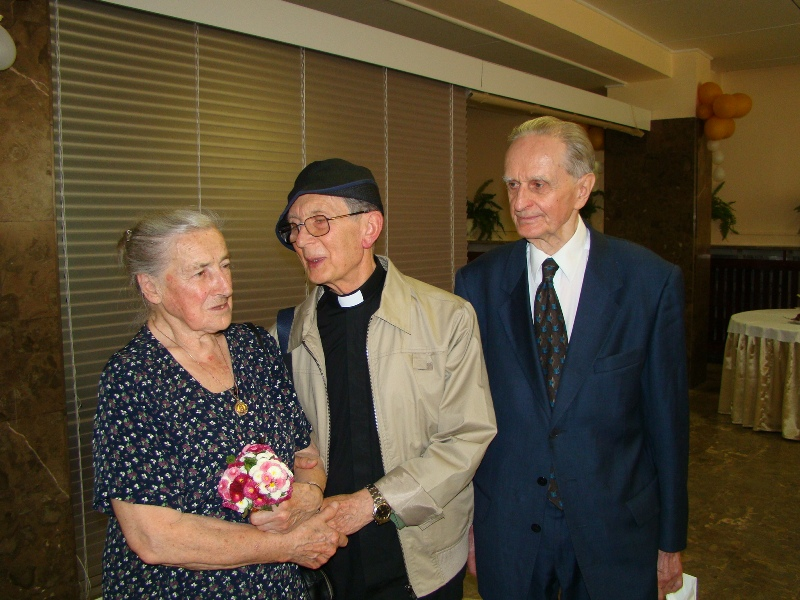
Wanda Półtawska avec son mari Andrzej Andrzej Półtawski (à droite) et Tadeusz Styczeń (au milieu) lors de la remise de son doctorat honoris causa à l'université catholique de Lublin le 9 juin 2008.

Pendant 50 ans, Wanda Półtawska entretient une correspondance intensive avec Karol Wojtyła, qui l'appelait sa sœur - avant et après son élection en tant que pape. Cette correspondance a été considérée comme une preuve dans le processus de béatification du défunt pape. Après que Wanda Półtawska est tombée malade d'un cancer du côlon en 1962, Karol Wojtyła, alors évêque auxiliaire de Cracovie, écrit à Rome via un messager personnel dans une lettre datée du 17 novembre 1962 à Padre Pio, qu'il avait rencontré en 1947, et lui demande une intercession spéciale pour Wanda Półtawska. Padre Pio prie alors, stoppant la progression du mal ; elle est alors guérie Et le 28 novembre 1962 Jean-Paul II écrit une lettre de remerciement à Padre Pio : « La femme de Cracovie (... ) a été soudainement guérie le 21 novembre, avant son opération. »
Lorsque Jean Paul II meurt, elle est l'une des proches qui est présente près de son lit de mort,,.

## Titre honorifique
- Docteur honoris causa de l'université catholique Jean-Paul II de Lublin (2008).

## Décorations
- Commandeur avec étoile de l'ordre de Saint-Grégoire-le-Grand (1999)
- Commandeur avec étoile de l'ordre Polonia Restituta (2012)
- Chevalier de 5e classe de l'ordre de l'Aigle blanc (2016)

## Publications
- I boję się snów
  - Édition en allemand : Wanda Półtawska: Und ich fürchte meine Träume, 1961,  (ISBN 3-87442-044-2).
- Samo życie
- Z prądem i pod prąd
- Jestem odpowiedzialny za swój kwiat